# Geotrogus dispar
Geotrogus dispar är en skalbaggsart som beskrevs av Jean Baptiste Lucien Buquet 1840. Geotrogus dispar ingår i släktet Geotrogus och familjen Melolonthidae. Inga underarter finns listade i Catalogue of Life.